# Endor (Star Wars)
Pour les articles homonymes, voir Endor.
Ne doit pas être confondu avec Andor (série télévisée).
Astre fictif apparaissant dans
Star Wars.
La géante gazeuse Endor et ses satellites sont des astres de l’univers de fiction Star Wars.
Ils se situent dans un système stellaire double de la Bordure extérieure dans le secteur Moddell.
L'un des satellites naturels d'Endor, la lune forestière, est notamment le théâtre de l'affrontement entre les rebelles et l'Empire lors de l'épisode VI où les Ewoks aident les rebelles à détruire le générateur de protection de la Seconde Étoile de la mort, en orbite autour du satellite. Dans les téléfilms sur les Ewoks, L'Aventure des Ewoks et La Bataille d'Endor, c'est la lune où s'écrase le vaisseau de la famille Towani.
Sa souveraine est la Reine Lucrèce d'Endor.
Un autre des satellites naturels d'Endor, Kef Bir, est le lieu où s'est écrasée une partie de l'épave de la même Étoile de la mort. Cela en fait le théâtre d'un duel entre Rey et Kylo Ren pour obtenir une relique Sith.

## Contexte
L'univers de Star Wars se déroule dans une galaxie qui est le théâtre d'affrontements entre les Chevaliers Jedi et les Seigneurs noirs des Sith, personnes sensibles à la Force, un champ énergétique mystérieux leur procurant des pouvoirs parapsychiques. Les Jedi maîtrisent le Côté lumineux de la Force, pouvoir bénéfique et défensif, pour maintenir la paix dans la galaxie. Les Sith utilisent le Côté obscur, pouvoir nuisible et destructeur, pour leurs usages personnels et pour dominer la galaxie.

## Géographie

### Organisation spatiale
Le système Endor comporte deux étoiles, Endor I et Endor II.
Endor possède plusieurs satellites, notamment une lune océanique appelée « Kef Bir » et la lune forestière.

#### Topographie de la lune forestière
Le plus grand des neuf satellites naturels d'Endor est la lune forestière, avec un diamètre de 4 900 km. Elle est parfois appelée « Endor », comme la géante gazeuse, par métonymie, car elle ne possède pas de nom propre. Cette lune est principalement recouverte de forêts mais aussi de savanes, de déserts et de montagnes,,.
L'année sur la lune forestière est composée de cinq saisons avec deux périodes hivernales. La plupart des espèces vivantes sont herbivores. Seuls 8 % de la surface de la lune sont immergés. Il n'y a pas d'océan, mais des lacs et des rivières.
Au Sud-Est, les montagnes Campalan sont un lieu de culture de caf exploité par les ewoks.

### Formes de vie
La faune de la lune forestière notamment est diversifiée.

#### Espèces animales

##### Espèces semi-intelligentes
Le gorax est un géant carnivore de nature solitaire. Il possède une longue chevelure noire, de larges oreilles et un groin semblable à celui d'un cochon. Il peut atteindre les 30 mètres de haut. Ses yeux sont sensibles à la lumière, il chasse donc la nuit et vit dans des grottes montagneuses. Il capture les ewoks pour se nourrir ou comme animaux de compagnie. Il est capable de domestiquer en partie les féroces borras en les prenant dès la naissance.
Le hanadak est carnivore. Physiquement, il ressemble à un large primate à la fourrure violette et ont des faces très colorés. Il atteint en moyenne une taille de trois mètres. Il est équipé de dents pointues et de griffes pour attaquer une proie,.
Le soldat dandelion est une sorte de végétal animé. Il vit dans les plaines. Il se montre très protecteur avec son habitat et attaque les intrus. Pour attaquer un ennemi, il secoue la tête et projette les piquants qui la recouvrent.
Le wistie ressemble à une fée. En effet, il s'agit d'un minuscule humanoïde aux ailes battantes, entouré de lumière biochimique.

##### Herbivores
Le blurrg est un herbivore reptilien réputé pour sa faible intelligence. Dans la culture ewok et dans le folklore, il sert d'objet de dérision. Il est chassé par les borras. Il est ovipares et pond cinq à six œufs. Les jeunes restent auprès de leur mère durant leurs jeunes années.
Le bordok ressemble à un cheval. Il possède des cornes de bœuf, des sabots fendus comme ceux d'une chèvre, avec de longues oreilles et un museau développé et gros. Il est utilisé comme bête de somme par les ewoks. Il forme en effet des liens très forts avec son propriétaire et est souvent considéré comme un membre de la famille.
Le poney ewok est une sorte d'équidé aux origines mystérieuses. Il se retrouve sur de nombreuses planètes. Il se rencontre principalement dans les plaines et les sous-bois dégagés sur la lune d'Endor. Il mesure environ un mètre au garrot. Les ewoks s'en servent comme montures ou bêtes de somme.
Le rugger est un rongeur. Il vit dans les arbres ou les plaines herbeuses. La sous-espèce qui vit dans les arbres manifeste une fourrure gris-verte, tandis que celle qui vit dans les plaines possède une fourrure d'une teinte plus jaune. Il se nourrit de baies et de noix. Il hiberne durant les saisons d'hiver. Ses principaux prédateurs sont les temptors et les yuzzums.

##### Autres
Le temptor est un amphibien de la forêt. Sa peau est recouverte d'un mucus qui lui permet de se glisser dans des aspérités et trous pour se dissimuler. Il use du bout de sa langue, recouvert de fourrure, comme d'un leurre pour attirer des rongeurs, des oiseaux ou d'autres petits animaux de la forêt. Une fois la proie à portée, il referme ses mâchoire sur elle.
Le borra est un mammifère carnivore. Il évoque un hybride entre un sanglier et un loup. Il mesure environ trois mètres au garrot. Il chasse généralement en paire et s'attaque à tout type de proie. Il est parfois domestiqué par des gorax.
Le condor dragon est un large reptile volant semblable à un dragon, du fait de ses ailes dorsales. Il chasse la nuit et le jour des animaux de taille limitée. Il niche dans des caves, canyons et autres crevasses des montagnes de la lune d'Endor.
Le geejaw est un reptile volant de nature curieuse. Il est réputé pour son large répertoire de chants et des cris. Il construit des nids et pond plusieurs œufs à la fois. Les deux parents prennent alors soin de leur progéniture.

#### Espèces intelligentes
La lune forestière d'Endor compte trois espèces intelligentes. Les ewoks sont les principaux habitants, ils représentent 95 % de la population de la lune forestière. Les yuzzums en représentent 4 %, et les duloks, 1 %.

##### Ewok

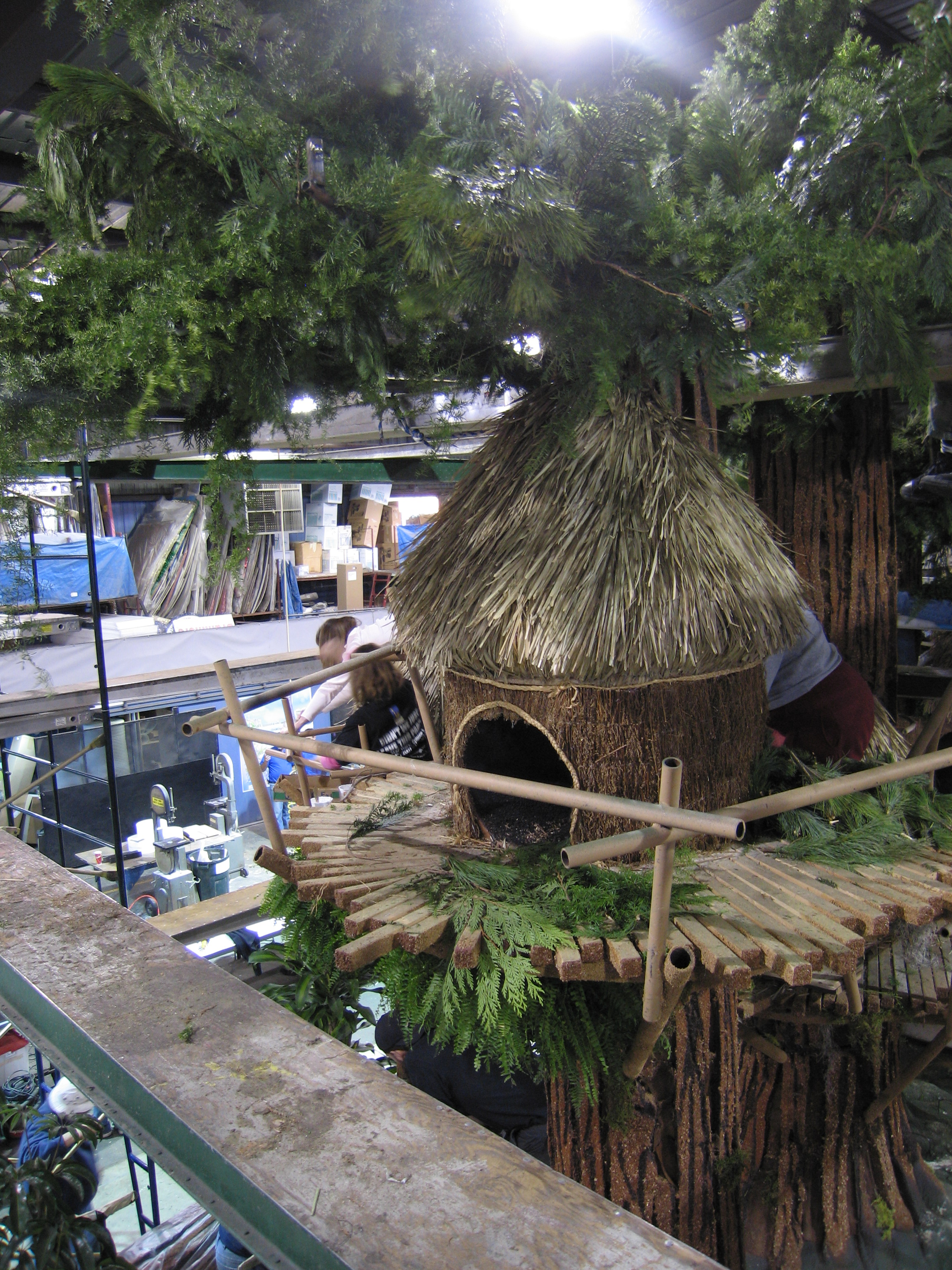
Le village des Ewoks

Les ewoks sont des mammifères humanoïdes omnivores mesurant environ un mètre de haut. Physiquement, ils ressemblent à des ours en peluche anthropomorphes dont la fourrure varie selon les individus, avec des teintes de brun, marron, noir et blanc et peut comporter des taches, rayures ou dégradés,,. Les ewoks ont une vue limitée mais elle est compensée par un excellent sens de l'odorat. Ils sont curieux, astucieux et inventifs,.
C'est un peuple technologiquement primitif de chasseurs-cueilleurs,. Ils ont domestiqué deux espèces d'animaux : les poneys ewoks et les bordoks qu'ils utilisent comme montures, animaux de trait ou animaux de bât. Les ewoks ont une culture tribale, il existe un chef et un conseil des anciens pour chaque tribu,. Ils sont sédentaires, vivent en famille dans des villages suspendus dans les arbres pour éviter les prédateurs. En général, durant le jour, ils chassent et se réunissent sur le sol de la forêt. La nuit, ils montent dans leurs abris aériens,.
Les ewoks adorent la vie en communauté. La musique et la danse font partie de leur vie. Elles sont employées lors de festivals, de rituels ou des célébrations. Pour faire de la musique, ils emploient des cornes, des tambours et d'autres instruments,. En ce qui concerne leur mode de communication, leur langage est l'ewokese,. Du point de vue religion, ils vénèrent le foyer, la famille, les arbres et la nature avec laquelle ils vivent en harmonie,.

##### Yuzzum

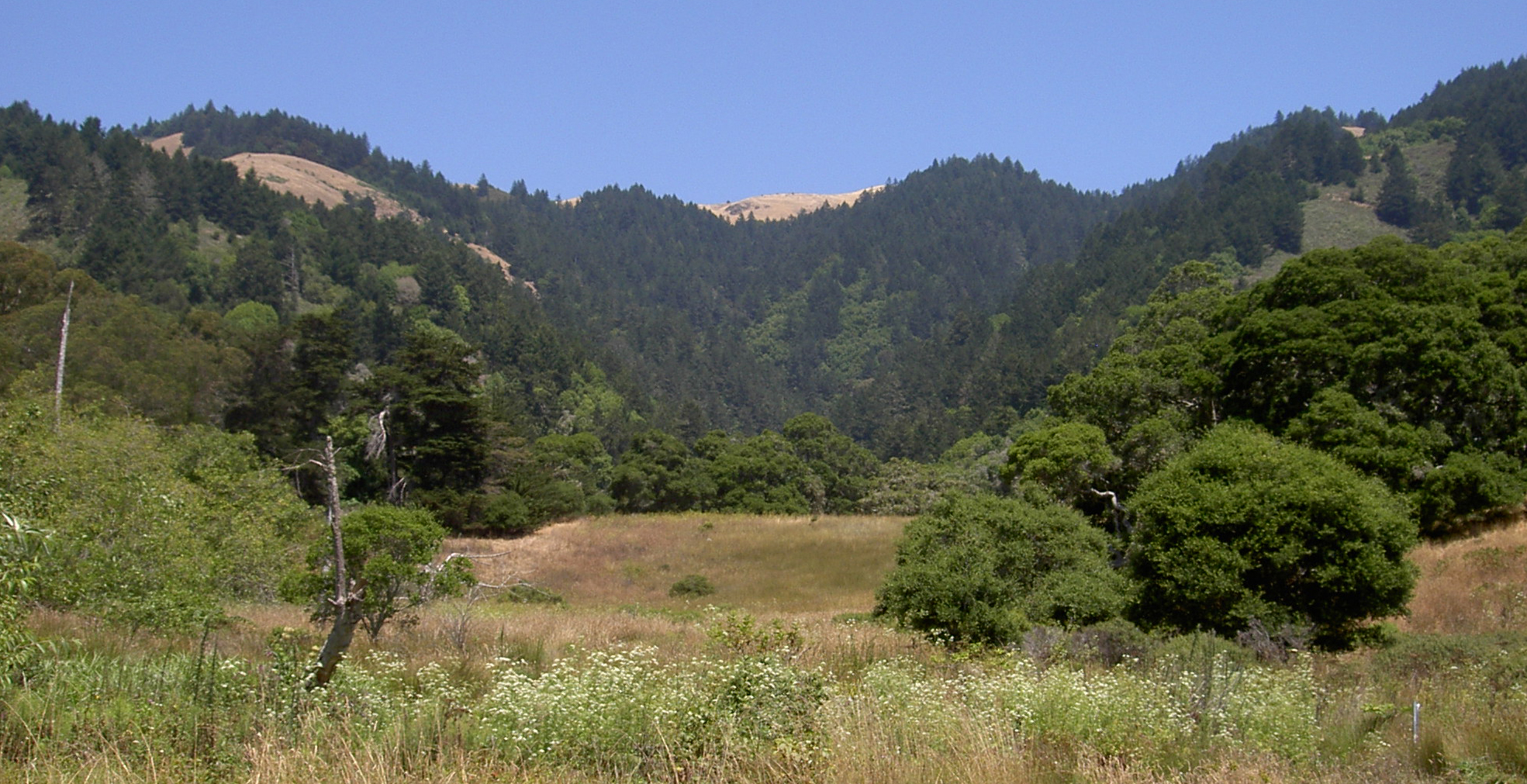
Stinson Gulch. Paysage typique du comté de Marin en Californie où a eu lieu le tournage de L'Aventure des Ewoks.

Les yuzzums forment une large espèce de mammifères migratoires qui vivent principalement dans les plaines. Ils sont intelligents mais technologiquement primitif. Physiquement, ils font deux mètres cinquante en moyenne, ont un corps rond, couvert de fourrure (sauf sur le visage, les jambes et les bras), des longues fines jambes et bras et des grandes bouches souvent entrouverte avec des dents protubérantes et des petits yeux avec deux longues paupières inférieures, molles au toucher. Selon les individus, ils ont des apparences variées,.
Les yuzzums sont pour la plupart simples et bienveillants. Ce n'est pas le cas de l'armée de soldats yuzzums que commande la sorcière Morag dans la série d'animation Ewoks.
Du point de vue technologique, les yuzzums sont au même point que les ewoks, ils possèdent des armes primitives. La taille des individus influence leur habilité à se défendre et à manger. Ils voyagent et chassent en groupes. Leurs proies favorites sont les ruggers et autres rongeurs.
Leur langage est composé d'éléments musicaux. Ils chantent pour communiquer. Les quelques yuzzums qui ont quitté la lune d'Endor, finissent comme chanteurs, domaine dans lesquels ils sont considérés comme excellents. Le représentant de l'espèce le plus connu est le célèbre chanteur Joh Yowza du groupe Max Rebo Band,.

##### Dulok
Les duloks ont une taille moyenne de un mètre cinquante. Ils ont une fourrure verte et de larges oreilles. Ils vivent dans les marais de la lune d'Endor, à l'intérieur de cavernes décorées avec des peaux et des crânes d'animaux. Les duloks sont négligés, extrêmement mauvais et convoitent les villages ewoks. Il y a de nombreuses histoires de conflits entre les deux races,. Le représentant de l'espèce le plus connu est le Roi Gorneesh, chef de la tribu des duloks qui affronte régulièrement les ewoks de la tribu Bright Tree dans la série d'animation Ewoks.

## Histoire
Lorsque l'orphelin humain Cindel est trouvé par les ewoks de la lune forestière, il est amené au près du seul autre humain alors connu sur la lune, Noa Biqualon. Ce dernier aide l'enfant à se protéger de Terak, le serrakan qui a tué sa famille.
L'Empire galactique arrive à Endor pour construire la seconde Étoile de la mort en orbite de la lune forestière, sur laquelle un générateur de bouclier est installé pour protéger le chantier de station spatiale. L'installation de l'infrastructure amène à la destruction d'une partie de la forêt et de la vie autochtone, ce qui irrite les ewoks contre l'Empire.
Bien que les ewoks soient équipés de plusieurs armes, tels des catapultes, des planeurs et des arcs, l'Empire minore la menace et défend insuffisamment le générateur de bouclier installé sur la lune forestière.
Pendant la bataille d'Endor, les ewoks aident des membres de l'Alliance rebelle à détruire le générateur de bouclier. Leia Organa, Han Solo et Hera Syndulla notamment participent à cette opération cruciale pour gagner la bataille et détruire la station spatiale,.
La destruction de la station spatiale impériale perturbe fortement le système. L'explosion du réacteur, autour de la lune forestière, projette des débris jusqu'à Kef Bir. Les rebelles conçoivent un bouclier pour protéger la lune forestière. Certains débris restent en orbite de la lune quand d'autres s'écrasent dessus. Dans ce dernier cas, l'écosystème parvient à se remettre de l'impact et l'épave sert de source de pièces aux ewoks.
Après avoir déserté, une ancienne stormtrooper du Premier Ordre, Jannah, se rend à Kef Bir. Elle y va en commandante d'un groupe de déserteurs qui s'y installent en exil,.
En 35 ap. BY, Rey utilise une dague Sith qui permet de trouver l'emplacement de l'orienteur Sith de Palpatine, un artefact qui permet d'accéder à Exegol. La dague la guide vers Kef Bir.
Kylo Ren, traquant Rey pour tenter de la convaincre de le rejoindre, arrive sur Kef Bir et l'y affronte. Pendant le duel, les deux combattants ressentent soudainement à travers la Force la mort de Leia Organa. Cela permet à Rey d'asséner un coup à Kylo Ren, mais Rey décide de le soigner, puis affirme qu'elle le rejoindrait s'il revenait au Côté lumineux. Peu après, convaincu par des visions de son père mort Han Solo, Kylo Ren renonce au Côté obscur, jette son sabre laser à lame rouge dans les eaux de Kef Bir redevient Ben Solo,,,.
Lors de l'ultime bataille entre les forces du Dernier Ordre et de la Résistance, un vaisseau résistant utilise contre un destroyer stellaire, près de la lune forestière, la « manœuvre Holdo », une méthode qui consiste en une attaque suicide dont les dégâts sont amplifiés par l'utilisation de l'hyperdrive.

## Concept et création
Les scènes du film Le Retour du Jedi se déroulant sur la lune forestière ont été tournées dans le Parc national de Redwood, dans la forêt de séquoias au nord du comté de Humboldt en Californie. Les téléfilms L'Aventure des Ewoks et sa suite La Bataille d'Endor ont été tournés dans le comté de Marin.
Les scènes du film L'Ascension de Skywalker se déroulant sur Kef Bir ont été tournées en Angleterre, à Ivinghoe Beacon, un lieu proche des studios où ont été tournées certaines scènes de la saga.

## Adaptations

### Jeux vidéo
La lune forestière et Kef Bir figurent toutes deux comme terrains explorables dans le jeu de 2022 Lego : La Saga Skywalker. Par ailleurs, dans le jeu, une référence à The Witcher 3 se trouve sur Kef Bir,.

### Figurines
L'entreprise Sideshow Collectibles annonce en 2022 la mise en vente de deux figurines représentant Kylo Ren et Rey tels qu'ils sont à Kef Bir lors de leur duel sur l'épave de l'Étoile de la mort.

### Parcs d'attractions
Disney annonce l'ajout de Kef Bir dans la simulation de voyage proposée dans l'attraction Star Tours: The Adventures Continue à l'occasion de la sortie de L'Ascension de Skywalker, après avoir ajouté Jakku et Crait, respectivement pour Le Réveil de la Force et Les Derniers Jedi,.

## Réception et analyse

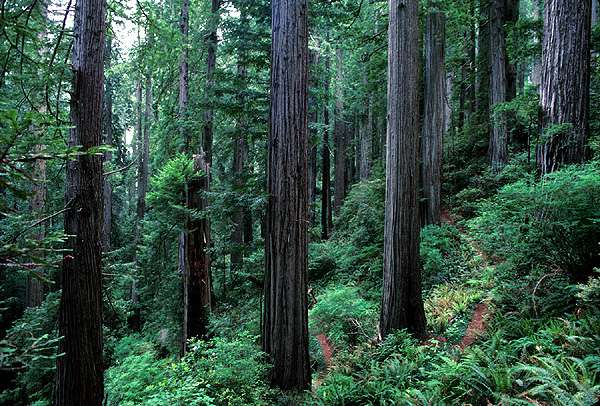
Pente de séquoia

Selon un article du site Screen Rant, le choix de placer l'épave de la seconde Étoile de la mort sur Kef Bir au lieu de la lune forestière dans L'Ascension de Skywalker s'explique par l'impossibilité de réintroduire les ewoks dans le film. En effet, soit ils auraient été tués trop violemment par la chute des débris de la station spatiale, soit ils interviendraient dans l'intrigue finale de la saga, ce qui aurait causé des critiques similaires à celles qu'a reçu Le Retour du Jedi au sujet du manque de sérieux des ewoks. Par ailleurs, l'ajout de Kef Bir s'inscrit dans la continuité des astres de la troisième trilogie, qui cherche à mettre en scène des lieux absents de la trilogie originale bien que certains évoquent les mondes des premiers films.

## Postérité
En 2021, un joueur reproduit dans Valheim un village d'architecture ewok, un ensemble de cabanes construites sur des arbres et reliées entre elles par des ponts suspendus.